# كوبا سود أمريكانا 2003
كوبا سود أمريكانا 2003 هو الموسم 2 من  كوبا سود أمريكانا. الذي يشرف على تنظيمه كونميبول، وكان عدد الأندية المشاركة فيه  35، وفاز فيه سيينسيانو.

## نتائج الموسم
| فريق 1       | مجموع | فريق 2           | المباراة الأولى | المباراة الثانية |
| ------------ | ----- | ---------------- | --------------- | ---------------- |
| ريفر بليت    | 2–1   | ليبرتاد          | 2–0             | 0–1              |
| بوكا جونيورز | 1–5   | أتلتيكو ناسيونال | 0–1             | 1–4              |
| سانتوس       | 2–3   | سيينسيانو        | 1–1             | 1–2              |
| ذا سترونغست  | 2–7   | ساو باولو        | 1–4             | 1–3              |